# フレネ教育
フレネ教育とは、フランスの教師であったセレスタン・フレネ（Celestin Freinet, 1896年10月16日 - 1966年10月8日）が自身の勤める公立学校で始めた教育である。現在では「現代学校運動」(The Modern School Movement、フランス語版)と呼ばれ発展を続け、スペイン、ドイツ、ブラジルなど世界38か国に広がっている。
子どもたちの生活や興味から出発した自由な表現による学習を重視しており「自由作文」「学校印刷所」「学校間通信」などの実践が行われている。学習は個別化されており自分で計画を立て協働しながら学習を進めるという方法を取っている。また学年ごとにクラスが分けられているということはなく、子どもたちが異年齢集団の中で助け合ったり学び合うことを学ぶ。

## フレネ教育の特徴
フレネ教育の特徴として、以下のものがあげられる。ただしやり方が決まっているわけではないので、あくまで方法の代表例である。
1.自由作文（学校印刷所）
子どもたちが書いた作文を教材として使う。子どもたちの書いた自由作文は、教師も子どもも一人一票ずつ持った民主的な投票で選ばれたのち、共同推敲され出版される。既存の教科書による大人や社会の価値観の押し付けの教育ではなく純粋な子どもの興味関心に沿った学びをすることを目的としている。元々は学校から出掛けて近くの森や村を散歩しながら学ぶ「散歩教室」での子どもの学びが、散歩の間と帰った後の少しの交流だけで終わってしまうことを不満に思ったフレネが、散歩での出来事を表現した作文を教材に使えないかと思い教室に印刷機を持ち込んだことから生まれた。当時は最先端だった印刷機を教室に持ち込み印刷されていたが、現代ではICT技術の発展によりパソコンなどを使って作文を書いて印刷することが多くなっている。
2.学校間通信
自由作文や学校新聞で他の学校と交流する。同じ学級・学校の子どもや両親・地域の人だけでなく遠くの子どもにまで読者が広がることにより、子どもたちは自由作文で表現することにより一層意欲的に取り組むようになると考えられた。
3.アトリエ活動
絵画、版画、演劇、ダンス、木工、畑仕事、動物飼育などの手作業の学習をできる環境を整えておく。それぞれの作業ができる場所をアトリエと呼び、子どもたちはそれぞれの場所で実際の作業を通して学習する。
4.個別化された学習
子どもたち自身が1週間ないし2週間の活動計画を立て、個々のレベルに合わせた課題を個々のペースで進めていく。教室には一人でも理解できるように工夫された教材が用意されており、それらの自己採点できる学習カードや教材ソフト、資料や道具の中から自由に選んで学習する。
5.共同での学習
子どもたちは自分の学習を自分のペースで進めながら、分からない事があったら聞くなど他の子どもと協力しながら学習を進める。学級が異年齢になっていることが多いため、勉強を教えたり教えてもらったりしながら学習する。
6.学級協同組合
自分たちの空間を「憲法」を作ることによって自治する。最初からルールなどを大人が決めてしまうのではなく、子どもたち自身で話し合い学級や学校を運営することを通じて市民性を育むことを目的としている。

## フレネの著作
- 『フレネ　フランスの現代学校　シリーズ・世界の教育改革７』明治図書　石川慶子・若狭蔵之助訳　1979年
- 『手仕事を学校へ』黎明書房　2010年
- 『言語の自然な学び方: 学校教育の轍の外で』太郎次郎社エディタス　2015年

## フレネの思想に基づいた学校
- Colégio Integral, ブラジル
- Freinetskolan Tallbacken, スウェーデン
- Escola Oca dos Curumins, São Carlos, ブラジル
- Escuela Experimental Freinet, San Andrés Tuxtla, メキシコ
- Freinetskolen Valbylanggade, Valby,デンマーク
- Trekronergade Freinetskole, Valby, デンマーク
- Lycée Célestin Freinet, Bramiyeh, レバノン
- Centro Educacional de Niterói, ブラジル
- Celestin Freinet Xalapa. メキシコ
- 箕面子どもの森学園, 日本